# Лашківка (зупинний пункт)
Ла́шківка — пасажирський залізничний зупинний пункт Івано-Франківської дирекції залізничних перевезень Львівської залізниці на неелектрифікованій одноколійній лінії Стефанешти — Лужани між станціями Кіцмань (6,3 км) та Лужани (6 км). Розташований неподалік від однойменного села та села Витилівка Чернівецького району Чернівецької області. Поруч зі станцією протікає нижня притока Пруту річка Совиця.

## Історія
Зупинний пункт відкритий у 1890 році.

## Пасажирське сполучення
Пасажирське сполучення припинено з 18 березня 2020 року на невизначений термін. До цього щоденно курсували дві пари приміських поїздів сполученням Чернівці — Стефанешти.